# 保険数理
保険数理（ほけんすうり、Actuarial）、保険数理学 (Actuarial science) とは、保険、金融などの分野で、保険商品の設計やリスクの評価などのための計算手法および理論の分野である。
数理科学の一端であり、確率、数学、統計、金融、経済学、金融経済学、プログラミング (コンピュータ) などの分野が関連する。
アクチュアリー(保険数理人,保険数理士,Actuary)とはこの分野の専門家のことで、学位や実務経験を通じて認定される。
多くの国のアクチュアリーは、厳格な試験の通過が義務付けられる。
多くの大学や大学院に保険数理学部がある。2010年の求人情報検索サイトCareerCastが環境、収入、雇用、業務内容、ストレスの5つを基準とした研究によると、米国ではアクチュアリーが最も優れた職業と評価された。
2006年の米国のNews＆World Report誌による同様の研究では、将来の需要が見込まれる専門職25種の一つに含まれている。

## 生命保険、年金、医療
17世紀後半に生命保険や年金など生命表に関連する長期補償契約の需要が増して正式な研究分野となった。
これらの長期補償範囲により、将来的に年金や死亡給付長年や福祉手当の支出に対する資本金の計算が必要であった。
年齢別死亡率だけでなく預託金や投資資金の減少率などの計算技術の開発など、未来の不測事態の推定が求められ、
満期高の現在価値など重要な数理計算上の概念の開発につながった。
結果的に20世紀初頭に団体交渉の結果として年金や医療が登場し、
年金基金を割り引く数理計算上の手法の一部は、現代金融経済学からの批判を受けた。

## 生命保険以外の適用分野
不動産、損害、傷害、賠償責任保険などの保険分野が該当する。
一般的にこれらの補償範囲には更新期間（例えば、毎年）が設定されており、
期間満了時に双方は共に更新を解除する権限を持つ。
保険会社の部門は個人向けと法人向けがあり、個人向けには、火災、自動車、不動産、盗難や包括的填補が、法人向けには資産、事業継続、製造物責任、商用車、労災、重役責任が含まれる。
その他に大災害、気象関連リスク、地震、特許侵害および企業スパイ、テロ、特注（衛星打ち上げなど）などが存在する。
マーケティング機会やリスクの性質を評価するため、経営陣に財務情報や引受データを提供するデータ収集、測定、推定、予測、評価ツールを提供している。
多くの場合、その引受能力や剰余金に関連して致命的な不測事態からの包括リスク評価に役立つ。

## 関連事項
- 数理科学
- 統計学